# Jaluit
Jaluit – atol w łańcuchu wysp Ralik Chain, należący do Wysp Marshalla. Ma on powierzchnię lądową 11,3 km², koralowe wyspy otaczają lagunę o powierzchni 690 km².
Na największej wyspie atolu, Jabor, znajduje się miasto Jabor w którym mieszka większość mieszkańców. Jest to ośrodek turystyczny.
Na atolu znajduje się port lotniczy Jaluit.